# Az NSZK az 1968. évi nyári olimpiai játékokon
Az NSZK a mexikói Mexikóvárosban megrendezett 1968. évi nyári olimpiai játékok egyik részt vevő nemzete volt. Az országot az olimpián 17 sportágban 275 sportoló képviselte, akik összesen 26 érmet szereztek.

## Érmesek
| Érem  | Versenyző | Sportág       | Versenyszám                |
| ----- | --- | ------------- | -------------------------- |
| Arany | Ingrid Mickler-Becker | Atlétika      | Női ötpróba                |
| Arany | Roland Böse Rüdiger Henning Egbert Hirschfelder Wolfgang Hottenrott Horts Mayer Nikolaus Ott Dirk Schreyer Jörg Siebert Günther Thiersch Lutz Ulbricht | Evezés        | Férfi nyolcas              |
| Arany | Roswitha Esser Annemarie Zimmermann | Kajak-kenu    | Női kajak kettes 500 m     |
| Arany | Reiner Klimke Liselott Linsenhoff Josef Neckermann | Lovaglás      | Csapat díjlovaglás         |
| Arany | Bernd Klingner | Sportlövészet | Sportpuska összetett       |
| Ezüst | Gerhard Hennige | Atlétika      | Férfi 400 m gát            |
| Ezüst | Claus Schiprowski | Atlétika      | Férfi rúdugrás             |
| Ezüst | Hans-Joachim Walde | Atlétika      | Férfi tízpróba             |
| Ezüst | Liesel Westermann | Atlétika      | Női diszkoszvetés          |
| Ezüst | Jochen Meißner | Evezés        | Férfi egypárevezős         |
| Ezüst | Detlef Lewe | Kajak-kenu    | Férfi kenu egyes 1000 m    |
| Ezüst | Renate Breuer | Kajak-kenu    | Női kajak egyes 500 m      |
| Ezüst | Udo Hempel Karl Heinz Henrichs Jürgen Kissner Karl Link Rainer Podlesch                                                                                | Kerékpározás  | Férfi csapat üldözőverseny |
| Ezüst | Josef Neckermann | Lovaglás      | Egyéni díjlovaglás         |
| Ezüst | Heinz Mertel | Sportlövészet | Szabadpisztoly             |
| Ezüst | Ullrich Libor Peter Naumann | Vitorlázás    | Repülő hollandi            |
| Bronz | Bodo Tümmler | Atlétika      | Férfi 1500 m               |
| Bronz | Gerhard Hennige Martin Jellinghaus Manfred Kinder Helmar Müller                                                                                        | Atlétika      | Férfi 4 × 400 m váltó      |
| Bronz | Kurt Bendlin | Atlétika      | Férfi tízpróba             |
| Bronz | Wilfried Dietrich | Birkózás      | Szabadfogás, +97 kg        |
| Bronz | Reiner Klimke | Lovaglás      | Egyéni díjlovaglás         |
| Bronz | Alwin Schockemöhle Hermann Schridde Hans Günter Winkler                                                                                                | Lovaglás      | Csapat díjugratás          |
| Bronz | Günther Meier | Ökölvívás     | Nagyváltósúly              |
| Bronz | Konrad Wirnhier | Sportlövészet | Skeet                      |
| Bronz | Michael Holthaus | Úszás         | Férfi 400 m vegyes         |
| Bronz | Uta Frommater Heike Hustede-Nagel Angelika Kraus Heidemarie Reineck                                                                                    | Úszás         | Női 4 × 100 m vegyes váltó |

## Atlétika
Férfi
| Versenyző                                                         | Versenyszám     | Előfutam | Előfutam | Előfutam | Negyeddöntő | Negyeddöntő | Negyeddöntő | Elődöntő | Elődöntő | Elődöntő | Döntő         | Döntő         |
| Versenyző                                                         | Versenyszám     | Idő      | Hely.    | Össz.    | Idő         | Hely.       | Össz.       | Idő      | Hely.    | Össz.    | Idő           | Helyezés      |
| ----------------------------------------------------------------- | --------------- | -------- | -------- | -------- | ----------- | ----------- | ----------- | -------- | -------- | -------- | ------------- | ------------- |
| Karl-Peter Schmidtke                                              | 100 m           | 10,38    | 2.       | 14.      | 10,48       | 7.          | 29.         | kiesett  | kiesett  | kiesett  | kiesett       | kiesett       |
| Gerhard Wucherer                                                  | 100 m           | 10,42    | 2.       | 17.**    | 10,33       | 6.          | 18.         | kiesett  | kiesett  | kiesett  | kiesett       | kiesett       |
| Gert Metz                                                         | 100 m           | 10,55    | 4.       | 34.**    | kiesett     | kiesett     | kiesett     | kiesett  | kiesett  | kiesett  | kiesett       | kiesett       |
| Gert Metz                                                         | 200 m           | 21,24    | 5.       | 30.      | kiesett     | kiesett     | kiesett     | kiesett  | kiesett  | kiesett  | kiesett       | kiesett       |
| Joachim Eigenherr                                                 | 200 m           | 20,69    | 3.       | 8.       | 20,53       | 2.          | 5.          | 20,49    | 4.       | 8.       | 20,66         | 8.            |
| Martin Jellinghaus                                                | 400 m           | 46,50    | 1.       | 25.      | 46,00       | 2.          | 11.         | 45,06    | 3.       | 3.       | 45,33         | 5.            |
| Manfred Kinder                                                    | 400 m           | 46,95    | 5.       | 36.      | kiesett     | kiesett     | kiesett     | kiesett  | kiesett  | kiesett  | kiesett       | kiesett       |
| Helmar Müller                                                     | 400 m           | 45,98    | 4.       | 15.      | 45,78       | 3.          | 8.          | 46,22    | 6.       | 11.      | kiesett       | kiesett       |
| Walter Adams                                                      | 800 m           | 1:48,50  | 1.       | 14.      |             |             |             | 1:46,41  | 1.       | 5.       | 1:45,83       | 4.            |
| Franz-Josef Kemper                                                | 800 m           | 1:47,02  | 2.       | 4.       |             |             |             | 1:47,47  | 7.       | 12.      | kiesett       | kiesett       |
| Arnd Krüger                                                       | 1500 m          | 3:59,40  | 5.       | 39.      |             |             |             | 4:05,40  | 12.      | 24.      | kiesett       | kiesett       |
| Bodo Tümmler                                                      | 1500 m          | 3:51,59  | 2.       | 15.      |             |             |             | 3:53,66  | 1.       | 10.      | 3:39,08       |               |
| Harald Norpoth                                                    | 1500 m          | 3:47,00  | 3.       | 5.       |             |             |             | 3:54,34  | 5.       | 14.      | 3:42,57       | 4.            |
| Harald Norpoth                                                    | 5000 m          | 14:20,59 | 3.       | 4.       |             |             |             |          |          |          | nem ért célba | nem ért célba |
| Werner Girke                                                      | 5000 m          | 15:20,85 | 11.      | 30.      |             |             |             |          |          |          | kiesett       | kiesett       |
| Manfred Letzerich                                                 | 10 000 m        |          |          |          |             |             |             |          |          |          | 30:48,6       | 19.           |
| Lutz Philipp                                                      | 10 000 m        |          |          |          |             |             |             |          |          |          | 30:57,0       | 24.           |
| Hinrich John                                                      | 110 m gát       | 13,87    | 2.       | 7.*      |             |             |             | 13,87    | 5.       | 10.      | kiesett       | kiesett       |
| Werner Trzmiel                                                    | 110 m gát       | 13,87    | 2.       | 7.*      |             |             |             | 13,60    | 3.       | 5.       | 13,68         | 5.            |
| Gerhard Hennige                                                   | 400 m gát       | 49,57    | 1.       | 3.       |             |             |             | 49,16    | 1.       | 2.       | 49,02         |               |
| Rainer Schubert                                                   | 400 m gát       | 49,15    | 2.       | 2.       |             |             |             | 49,38    | 4.       | 7.       | 49,30         | 7.            |
| Klaus-Ludwig Brosius                                              | 3000 m akadály  | 9:23,98  | 9.       | 21.      |             |             |             |          |          |          | kiesett       | kiesett       |
| Heinz-Gerd Mölders                                                | 3000 m akadály  | 9:32,22  | 10.      | 27.      |             |             |             |          |          |          | kiesett       | kiesett       |
| Willi Wagner                                                      | 3000 m akadály  | 9:24,49  | 5.       | 22.      |             |             |             |          |          |          | kiesett       | kiesett       |
| Hubert Riesner                                                    | Maraton         |          |          |          |             |             |             |          |          |          | 2:41:29       | 33.           |
| Karl-Heinz Sievers                                                | Maraton         |          |          |          |             |             |             |          |          |          | 2:34:11       | 23.           |
| Manfred Steffny                                                   | Maraton         |          |          |          |             |             |             |          |          |          | 2:31:23       | 17.           |
| Julius Müller                                                     | 20 km gyaloglás |          |          |          |             |             |             |          |          |          | kizárták      | kizárták      |
| Horst-Rüdiger Magnor                                              | 50 km gyaloglás |          |          |          |             |             |             |          |          |          | 4:39:43       | 11.           |
| Bernhard Nermerich                                                | 50 km gyaloglás |          |          |          |             |             |             |          |          |          | kizárták      | kizárták      |
| Gerhard Weidner                                                   | 50 km gyaloglás |          |          |          |             |             |             |          |          |          | 4:43:26       | 14.           |
| Karl-Peter Schmidtke Gert Metz Gerhard Wucherer Joachim Eigenherr | 4 × 100 m váltó | 39,16    | 3.       | 8.       |             |             |             | 38,93    | 3.       | 6.       | 38,76         | 6.            |
| Helmar Müller Gerhard Hennige Manfred Kinder Martin Jellinghaus   | 4 × 400 m váltó | 3:03,90  | 1.       | 5.       |             |             |             |          |          |          | 3:00,57       |               |

| Versenyző            | Versenyszám   | Selejtező | Selejtező | Döntő    | Döntő    |
| Versenyző            | Versenyszám   | Eredmény  | Helyezés  | Eredmény | Helyezés |
| -------------------- | ------------- | --------- | --------- | -------- | -------- |
| Ingomar Sieghart     | Magasugrás    | 212 cm    | 8.        | 209 cm   | 9.*      |
| Gunther Spielvogel   | Magasugrás    | 212 cm    | 13.       | 214 cm   | 7.       |
| Thomas Zacharias     | Magasugrás    | 209 cm    | 14.       | kiesett  | kiesett  |
| Heinfried Engel      | Rúdugrás      | 490 cm    | 15.       | 520 cm   | 8.       |
| Klaus Lehnertz       | Rúdugrás      | 475 cm    | 18.       | kiesett  | kiesett  |
| Claus Schiprowski    | Rúdugrás      | 490 cm    | 3.****    | 540 cm   |          |
| Reinhold Boschert    | Távolugrás    | 779 cm    | 7.        | 789 cm   | 12.      |
| Joachim Kugler       | Hármasugrás   | 16,20 m   | 10.       | 15,90 m  | 11.      |
| Michael Sauer        | Hármasugrás   | 16,02 m   | 15.       | kiesett  | kiesett  |
| Heinfried Birlenbach | Súlylökés     | 19,43 m   | 6.        | 18,80 m  | 8.       |
| Traugott Glöckler    | Súlylökés     | 19,08 m   | 10.       | 18,14 m  | 12.      |
| Klaus-Peter Hennig   | Diszkoszvetés | 53,80 m   | 21.       | kiesett  | kiesett  |
| Hein-Direck Neu      | Diszkoszvetés | 58,56 m   | 9.        | 58,66 m  | 9.       |
| Jens Reimers         | Diszkoszvetés | 54,02 m   | 19.       | kiesett  | kiesett  |
| Uwe Beyer            | Kalapácsvetés | 65,44 m   | 16.       | kiesett  | kiesett  |
| Lutz Caspers         | Kalapácsvetés | 65,54 m   | 15.       | kiesett  | kiesett  |
| Johann Fahsl         | Kalapácsvetés | 67,90 m   | 7.        | 66,36 m  | 11.      |
| Rolf Herings         | Gerelyhajítás | 79,08 m   | 13.       | kiesett  | kiesett  |
| Hermann Salomon      | Gerelyhajítás | 79,48 m   | 12.       | 73,50 m  | 12.      |
| Klaus Wolfermann     | Gerelyhajítás | 75,78 m   | 16.       | kiesett  | kiesett  |

| Versenyző          | Versenyszám | 100 m | 100 m | Távolugrás | Távolugrás | Súlylökés        | Súlylökés        | Magasugrás    | Magasugrás    | 400 m         | 400 m         | 110 m gát     | 110 m gát     | Diszkoszvetés | Diszkoszvetés | Rúdugrás      | Rúdugrás      | Gerelyhajítás | Gerelyhajítás | 1500 m        | 1500 m        | Végeredmény   | Végeredmény   |
| Versenyző          | Versenyszám | Idő   | Pont  | Eredmény   | Pont       | Eredmény         | Pont             | Eredmény      | Pont          | Idő           | Pont          | Idő           | Pont          | Eredmény      | Pont          | Eredmény      | Pont          | Eredmény      | Pont          | Idő           | Pont          | Pont          | Helyezés      |
| ------------------ | ----------- | ----- | ----- | ---------- | ---------- | ---------------- | ---------------- | ------------- | ------------- | ------------- | ------------- | ------------- | ------------- | ------------- | ------------- | ------------- | ------------- | ------------- | ------------- | ------------- | ------------- | ------------- | ------------- |
| Kurt Bendlin       | Tízpróba    | 10,75 | 917   | 756 cm     | 950        | 14,74 m          | 774              | 180 cm        | 627           | 48,38         | 891           | 15,06         | 842           | 46,78 m       | 804           | 460 cm        | 790           | 75,42 m       | 972           | 5:09,85       | 356           | 8071          |               |
| Werner von Moltke  | Tízpróba    | 11,15 | 827   | 614 cm     | 617        | nem állt rajthoz | nem állt rajthoz | nem ért célba | nem ért célba | nem ért célba | nem ért célba | nem ért célba | nem ért célba | nem ért célba | nem ért célba | nem ért célba | nem ért célba | nem ért célba | nem ért célba | nem ért célba | nem ért célba | nem ért célba | nem ért célba |
| Hans-Joachim Walde | Tízpróba    | 10,97 | 867   | 764 cm     | 970        | 15,13 m          | 798              | 201 cm        | 813           | 49,03         | 860           | 14,87         | 865           | 43,54 m       | 737           | 430 cm        | 702           | 71,62 m       | 914           | 4:58,60       | 416           | 8094          |               |

Női
| Versenyző                                                       | Versenyszám     | Előfutam         | Előfutam         | Előfutam         | Negyeddöntő | Negyeddöntő | Negyeddöntő | Elődöntő | Elődöntő | Elődöntő | Döntő   | Döntő    |
| Versenyző                                                       | Versenyszám     | Idő              | Hely.            | Össz.            | Idő         | Hely.       | Össz.       | Idő      | Hely.    | Össz.    | Idő     | Helyezés |
| --------------------------------------------------------------- | --------------- | ---------------- | ---------------- | ---------------- | ----------- | ----------- | ----------- | -------- | -------- | -------- | ------- | -------- |
| Renate Meyer                                                    | 100 m           | 11,71            | 2.               | 22.***           | 11,67       | 6.          | 24.         | kiesett  | kiesett  | kiesett  | kiesett | kiesett  |
| Karin Reichert-Frisch                                           | 100 m           | 11,95            | 5.               | 35.              | 11,70       | 8.          | 26.         | kiesett  | kiesett  | kiesett  | kiesett | kiesett  |
| Karin Reichert-Frisch                                           | 80 m gát        | nem állt rajthoz | nem állt rajthoz | nem állt rajthoz |             |             |             | kiesett  | kiesett  | kiesett  | kiesett | kiesett  |
| Halina Richter-Herrmann                                         | 100 m           | 11,88            | 6.               | 32.              | kiesett     | kiesett     | kiesett     | kiesett  | kiesett  | kiesett  | kiesett | kiesett  |
| Halina Richter-Herrmann                                         | 200 m           | 24,62            | 6.               | 32.              |             |             |             | kiesett  | kiesett  | kiesett  | kiesett | kiesett  |
| Rita Jahn-Wilden                                                | 200 m           | 24,02            | 6.               | 26.              |             |             |             | kiesett  | kiesett  | kiesett  | kiesett | kiesett  |
| Jutta Stöck                                                     | 200 m           | 23,37            | 3.               | 8.               |             |             |             | 23,41    | 4.       | 10.      | 23,25   | 8.       |
| Helga Henning                                                   | 400 m           | 53,58            | 3.               | 6.*              |             |             |             | 53,33    | 1.       | 5.       | 52,89   | 7.       |
| Inge Schell                                                     | 80 m gát        | 10,77            | 3.               | 10.              |             |             |             | 10,84    | 7.       | 11.      | kiesett | kiesett  |
| Heide Rosendahl                                                 | 80 m gát        | nem állt rajthoz | nem állt rajthoz | nem állt rajthoz |             |             |             | kiesett  | kiesett  | kiesett  | kiesett | kiesett  |
| Renate Meyer Jutta Stöck Rita Jahn-Wilden Ingrid Mickler-Becker | 4 × 100 m váltó | 44,18            | 3.               | 7.               |             |             |             |          |          |          | 43,70   | 6.       |

| Versenyző             | Versenyszám   | Selejtező | Selejtező | Döntő    | Döntő    |
| Versenyző             | Versenyszám   | Eredmény  | Helyezés  | Eredmény | Helyezés |
| --------------------- | ------------- | --------- | --------- | -------- | -------- |
| Manon Bornholdt       | Távolugrás    | 627 cm    | 15.       | kiesett  | kiesett  |
| Ingrid Mickler-Becker | Távolugrás    | 640 cm    | 8.        | 643 cm   | 6.       |
| Heide Rosendahl       | Távolugrás    | 654 cm    | 1.        | 640 cm   | 8.       |
| Marlene Fuchs         | Súlylökés     |           |           | 17,11 m  | 7.       |
| Gertrud Schäfer       | Súlylökés     |           |           | 15,26 m  | 10.      |
| Brigitte Berendonk    | Diszkoszvetés |           |           | 52,80 m  | 8.       |
| Liesel Westermann     | Diszkoszvetés |           |           | 57,76 m  |          |
| Amelie Koloska        | Gerelyhajítás |           |           | 55,20 m  | 7.       |

| Versenyző             | Versenyszám | 80 m gát | 80 m gát | Súlylökés | Súlylökés | Magasugrás | Magasugrás | Távolugrás | Távolugrás | 200 m | 200 m | Végeredmény | Végeredmény |
| Versenyző             | Versenyszám | Idő      | Pont     | Eredmény  | Pont      | Eredmény   | Pont       | Eredmény   | Pont       | Idő   | Pont  | Pont        | Helyezés    |
| --------------------- | ----------- | -------- | -------- | --------- | --------- | ---------- | ---------- | ---------- | ---------- | ----- | ----- | ----------- | ----------- |
| Manon Bornholdt       | Ötpróba     | 11,07    | 1044     | 12,37 m   | 880       | 159 cm     | 934        | 642 cm     | 1082       | 24,82 | 950   | 4890        | 5.          |
| Ingrid Mickler-Becker | Ötpróba     | 10,95    | 1061     | 11,48 m   | 819       | 171 cm     | 1057       | 643 cm     | 1084       | 23,55 | 1077  | 5098        |             |

* - egy másik versenyzővel azonos időt/eredményt ért el

** - két másik versenyzővel azonos időt ért el

*** - három másik versenyzővel azonos időt ért el

**** - öt másik versenyzővel azonos eredményt ért el

## Birkózás
Kötöttfogású
| Versenyző        | Versenyszám | 1. forduló                           | 2. forduló                       | 3. forduló                         | 4. forduló                       | 5. forduló                 | 6. forduló                | 7. forduló        | Döntő             | Helyezés    |
| Versenyző        | Versenyszám | Ellenfél Eredmény                    | Ellenfél Eredmény                | Ellenfél Eredmény                  | Ellenfél Eredmény                | Ellenfél Eredmény          | Ellenfél Eredmény         | Ellenfél Eredmény | Ellenfél Eredmény | Helyezés    |
| ---------------- | ----------- | ------------------------------------ | -------------------------------- | ---------------------------------- | -------------------------------- | -------------------------- | ------------------------- | ----------------- | ----------------- | ----------- |
| Rolf Lacour      | 52 kg       | Alker Imre (HUN) · 2.5-2.5           | Mohamed Karmous (MAR) · kizárták | Gheorghe Stoiciu (ROU) · kétvállas | Jussi Vesterinen (FIN) · 2.5-2.5 | Miroslav Zeman (TCH) · 3-1 |                           |                   | kiesett           | 5.          |
| Friedrich Stange | 57 kg       | Ivan Kocsergin (URS) · kétvállas     | Luís Grilo (POR) · 1-3           | visszalépett                       | kiesett                          | kiesett                    | kiesett                   | kiesett           | kiesett           | helyezetlen |
| Klaus Rost       | 70 kg       | Mahmoud El-Sherbini (RAU) · 1-3      | Kazım Ayvaz (TUR) · 2-2          | Ion Enache (ROU) · kizárták        | Eero Tapio (FIN) · 1-3           | Werner Holzer (USA) · 1-3  | Stevan Horvat (YUG) · 3-1 | kiesett           | kiesett           | 4.          |
| Peter Nettekoven | 78 kg       | Franz Berger (AUT) · 3-1             | Mahmoud Balah (SYR) · 1-3        | Ion Ţăranu (ROU) · kétvállas       | kiesett                          |                            |                           |                   | kiesett           | helyezetlen |
| Ernst Knoll      | 87 kg       | erőnyerő                             | Tevfik Kiş (TUR) · 3-1           | Nicolae Neguţ (ROU) · kétvállas    | kiesett                          | kiesett                    |                           |                   | kiesett           | helyezetlen |
| Heinz Kiehl      | 97 kg       | Nicolae Martinescu (ROU) · kétvállas | Kiss Ferenc (HUN) · 3-1          | kiesett                            | kiesett                          | kiesett                    | kiesett                   |                   | kiesett           | helyezetlen |
| Roland Bock      | +97 kg      | Ragnar Svensson (SWE) · 2-2          | Anatolij Roscsin (URS) · 3-1     | Stefan Petrov (BUL) · kizárták     | kiesett                          | kiesett                    | kiesett                   |                   | kiesett           | helyezetlen |

Szabadfogású
| Versenyző         | Versenyszám | 1. forduló                      | 2. forduló                            | 3. forduló                    | 4. forduló                                   | 5. forduló                                 | 6. forduló        | 7. forduló        | Döntő | Helyezés    |
| Versenyző         | Versenyszám | Ellenfél Eredmény               | Ellenfél Eredmény                     | Ellenfél Eredmény             | Ellenfél Eredmény                            | Ellenfél Eredmény                          | Ellenfél Eredmény | Ellenfél Eredmény | Ellenfél Eredmény                                                                                        | Helyezés    |
| ----------------- | ----------- | ------------------------------- | ------------------------------------- | ----------------------------- | -------------------------------------------- | ------------------------------------------ | ----------------- | ----------------- | --- | ----------- |
| Paul Neff         | 52 kg       | Mehmet Esenceli (TUR) · 2.5-2.5 | Florentino Martínez (MEX) · kétvállas | Erdős Márton (HUN) · 1-3      | Wanelge Castillo (PAN) · 0.5-3.5             | Chimedbazaryn Damdinsharav (MGL) · feladta | kiesett           | kiesett           | kiesett                                                                                                  | helyezetlen |
| Klaus Rost        | 70 kg       | Roger Till (GBR) · kétvállas    | Udey Chand (IND) · 1-3                | Francisco Lebeque (CUB) · 1-3 | Abdollah Movahed (IRI) · 3.5-0.5             | Enyu Valcsev (BUL) · kétvállas             | kiesett           |                   | kiesett                                                                                                  | helyezetlen |
| Ernst Knoll       | 87 kg       | Lupe Lara (CUB) · 3-1           | Endó Sigeru (JPN) · 3-1               | kiesett                       | kiesett                                      | kiesett                                    | kiesett           |                   | kiesett                                                                                                  | helyezetlen |
| Heinz Kiehl       | 97 kg       | Sota Lomidze (URS) · 3.5-0.5    | visszalépett                          | kiesett                       | kiesett                                      | kiesett                                    | kiesett           | kiesett           | kiesett                                                                                                  | helyezetlen |
| Wilfried Dietrich | +97 kg      | Harry Geris (CAN) · kétvállas   | Wiesław Bocheński (POL) · kizárták    | Ştefan Stîngu (ROU) · 1-3     | Ölziisaikhany Erdene-Ochir (MGL) · kétvállas | Alekszandr Medvegy (URS) · kétvállas       |                   |                   | 1. mérkőzés · Oszman Duraliev (BUL) · kétvállas · Hozott eredmény · Alekszandr Medvegy (URS) · kétvállas |             |

## Evezés
| Versenyző | Versenyszám              | Előfutam | Előfutam | Vigaszág | Vigaszág | Elődöntő | Elődöntő | Döntő | Döntő            | Döntő            | Helyezés |
| Versenyző | Versenyszám              | Idő      | Hely.    | Idő      | Hely.    | Idő      | Hely.    | Típus | Idő              | Hely.            | Helyezés |
| --- | ------------------------ | -------- | -------- | -------- | -------- | -------- | -------- | ----- | ---------------- | ---------------- | -------- |
| Jochen Meißner | Egypárevezős             | 7:45,80  | 1.       | erőnyerő | erőnyerő | 7:51,26  | 2.       | A     | 7:52,00          | 2.               |          |
| Wolfgang Glock Udo Hild | Kétpárevezős             | 6:59,70  | 3.       | erőnyerő | erőnyerő | 7:11,56  | 2.       | A     | 7:12,20          | 6.               | 6.       |
| Günther Karl Franz Held | Kormányos nélküli kettes | 7:45,49  | 6.       | 7:31,91  | 2.       | 7:53,06  | 6.       | B     | 7:40,88          | 6.               | 12.      |
| Bernhard Hiesinger Rolf Hartung Lutz Benter (kormányos) | Kormányos kettes         | 8:19,78  | 2.       | erőnyerő | erőnyerő | 8:05,49  | 3.       | A     | 8:41,51          | 6.               | 6.       |
| Thomas Hitzbleck Manfred Weinreich Volkhart Buchter Jochen Heck | Kormányos nélküli négyes | 7:14,44  | 4.       | 6:32,56  | 2.       |          |          | A     | 7:08,22          | 6.               | 6.       |
| Nikolaus Ott Peter Berger Udo Brecht Hans-Johann Färber Stefan Armbruster (kormányos)                                                                               | Kormányos négyes         | 7:12,04  | 3.       | erőnyerő | erőnyerő | 7:06,45  | 5.       | B     | nem állt rajthoz | nem állt rajthoz | 12.      |
| Horts Mayer Dirk Schreyer Rüdiger Henning Wolfgang Hottenrott Lutz Ulbricht Egbert Hirschfelder Jörg Siebert Nikolaus Ott Roland Böse* Günther Thiersch (kormányos) | Nyolcas                  | 6:04,22  | 1.       | erőnyerő | erőnyerő |          |          | A     | 6:07,00          | 1.               |          |

* - Nikolaus Ott cseréje az előfutamban

## Gyeplabda
| Nyugatnémet férfi gyeplabdacsapat-játékoskeret | Nyugatnémet férfi gyeplabdacsapat-játékoskeret                                                                                         |
| --- | --- |
| - Utz Aichinger - Wolfgang Baumgart - Hermann End - Klaus Greinert - Friedrich Josten - Carsten Keller - Detlef Kittstein - Michael Krause - Günther Krauss | - Dirk Michel - Wolfgang Müller - Wolfgang Rott - Fritz Schmidt - Norbert Schuler - Ulrich Sloma - Eckart Suhl - Uli Vos - Jürgen Wein |

### Eredmények
Csoportkör
A csoport
| Csapat              | M | Gy | D | V | G+ | G– | Gk  | P  |
| ------------------- | - | -- | - | - | -- | -- | --- | -- |
| India (IND)         | 7 | 6  | 0 | 1 | 20 | 4  | +16 | 12 |
| NSZK (FRG)          | 7 | 5  | 1 | 1 | 15 | 5  | +10 | 11 |
| Új-Zéland (NZL)     | 7 | 3  | 4 | 0 | 8  | 4  | +4  | 10 |
| Spanyolország (ESP) | 7 | 2  | 3 | 2 | 7  | 5  | +2  | 7  |
| Belgium (BEL)       | 7 | 3  | 1 | 3 | 14 | 9  | +5  | 7  |
| NDK (GDR)           | 7 | 2  | 2 | 3 | 7  | 10 | –3  | 6  |
| Japán (JPN)         | 7 | 1  | 1 | 5 | 4  | 14 | –10 | 3  |
| Mexikó (MEX)        | 7 | 0  | 0 | 7 | 2  | 26 | –24 | 0  |

| 1968. október 13. | NSZK (FRG) | 2 – 0   | Belgium (BEL) |  |
| 1968. október 13. | Krauss 2   | (0 – 0) |               |  |

| 1968. október 14. | India (IND)                     | 2 – 1   | NSZK (FRG) |  |
| 1968. október 14. | Harbinder Singh Balbir Singh II | (1 – 1) | Keller     |  |

| 1968. október 15. | NSZK (FRG)       | 2 – 0   | Japán (JPN) |  |
| 1968. október 15. | Schuler Greinert | (0 – 0) |             |  |

| 1968. október 17. | NSZK (FRG) | 3 – 2   | NDK (GDR)          |  |
| 1968. október 17. | Krauss 3   | (1 – 1) | Lippert Freiberger |  |

| 1968. október 18. | NSZK (FRG) | 0 – 0 | Új-Zéland (NZL) |  |
| 1968. október 18. |            |       |                 |  |

| 1968. október 20. | NSZK (FRG)    | 2 – 0   | Spanyolország (ESP) |  |
| 1968. október 20. | Krauss Keller | (0 – 0) |                     |  |

| 1968. október 21. | NSZK (FRG)                       | 5 – 1   | Mexikó (MEX) |  |
| 1968. október 21. | Greinert 2 Keller Schuler Krause | (3 – 1) | Bada         |  |

Elődöntő
| 1968. október 24. | Pakisztán (PAK) | 1 – 0 (h. u.)  | NSZK (FRG) |  |
| 1968. október 24. | Mahmood         | (0 – 0, 0 – 0) |            |  |

Bronzmérkőzés
| 1968. október 26. | India (IND)                     | 2 – 1   | NSZK (FRG) |  |
| 1968. október 26. | Prithipal Singh Balbir Singh II | (0 – 1) | Schuler    |  |

| Csapat     | Helyezés |
| ---------- | -------- |
| NSZK (FRG) | 4.       |

## Kajak-kenu
Férfi
| Versenyző                                                 | Versenyszám         | Előfutam | Előfutam | Előfutam | Vigaszág | Vigaszág | Vigaszág | Elődöntő | Elődöntő | Elődöntő | Döntő   | Döntő    |
| Versenyző                                                 | Versenyszám         | Idő      | Hely.    | Össz.    | Idő      | Hely.    | Össz.    | Idő      | Hely.    | Össz.    | Idő     | Helyezés |
| --------------------------------------------------------- | ------------------- | -------- | -------- | -------- | -------- | -------- | -------- | -------- | -------- | -------- | ------- | -------- |
| Horst Mattern                                             | Kajak egyes 1000 m  | 4:09,5   | 3.       | 12.      | erőnyerő | erőnyerő | erőnyerő | 4:13,46  | 6.       | 15.      | kiesett | kiesett  |
| Holger Zander Bernhard Schulze                            | Kajak kettes 1000 m | 3:50,8   | 4.       | 11.      | 3:50,08  | 1.       | 2.       | 3:49,19  | 3.       | 8.       | 4:02,98 | 9.       |
| Bernd Guse Erich Kemnitz Joachim Schneider Erich Suhrbier | Kajak négyes 1000 m | 3:23,8   | 4.       | 11.      | 3:30,58  | 2.       | 4.       | 3:26,12  | 5.       | 14.      | kiesett | kiesett  |
| Detlef Lewe                                               | Kenu egyes 1000 m   | 4:24,5   | 1.       | 1.       | erőnyerő | erőnyerő | erőnyerő |          |          |          | 4:38,31 |          |
| Roland Kapf Klaus Lewandowsky                             | Kenu kettes 1000 m  | 4:11,4   | 3.       | 5.       | erőnyerő | erőnyerő | erőnyerő |          |          |          | 4:26,36 | 7.       |

Női
| Versenyző                           | Versenyszám        | Előfutam | Előfutam | Előfutam | Vigaszág | Vigaszág | Vigaszág | Döntő   | Döntő    |
| Versenyző                           | Versenyszám        | Idő      | Hely.    | Össz.    | Idő      | Hely.    | Össz.    | Idő     | Helyezés |
| ----------------------------------- | ------------------ | -------- | -------- | -------- | -------- | -------- | -------- | ------- | -------- |
| Renate Breuer                       | Kajak egyes 500 m  | 2:10,3   | 2.       | 6.       | erőnyerő | erőnyerő | erőnyerő | 2:12,71 |          |
| Roswitha Esser Annemarie Zimmermann | Kajak kettes 500 m | 1:59,5   | 1.       | 1.       | erőnyerő | erőnyerő | erőnyerő | 1:56,44 |          |

## Kerékpározás

### Országúti kerékpározás
| Versenyző                                                    | Versenyszám     | Idő              | Helyezés      |
| ------------------------------------------------------------ | --------------- | ---------------- | ------------- |
| Ortwin Czarnowski                                            | Mezőnyverseny   | nem ért célba    | nem ért célba |
| Burkhard Ebert                                               | Mezőnyverseny   | 4:44:10 (+2:45)  | 12.           |
| Dieter Koslar                                                | Mezőnyverseny   | nem ért célba    | nem ért célba |
| Jürgen Tschan                                                | Mezőnyverseny   | 4:52:50 (+11:25) | 45.           |
| Ortwin Czarnowski Burkhard Ebert Dieter Koslar Jürgen Tschan | Csapat időfutam | 2:15:37 (+7:48)  | 8.            |

### Pálya-kerékpározás
Sprintverseny
| Versenyző      | Versenyszám  | 1. forduló                                                   | 1. forduló       | Vigaszág             | Vigaszág | 2. forduló                                        | 2. forduló | Vigaszág               | Vigaszág | Nyolcaddöntő                                           | Nyolcaddöntő | Vigaszág selejtező                                        | Vigaszág selejtező | Vigaszág döntő             | Vigaszág döntő | Negyeddöntő                         | Elődöntő             | Döntő                | Helyezés    |
| Versenyző      | Versenyszám  | Ellenfelek Győztes idő                                       | Hely.            | Ellenfél Győztes idő | Hely.    | Ellenfelek Győztes idő                            | Hely.      | Ellenfelek Győztes idő | Hely.    | Ellenfelek Győztes idő                                 | Hely.        | Ellenfelek Győztes idő                                    | Hely.              | Ellenfél Győztes idő       | Hely.          | Ellenfél Győztes idő                | Ellenfél Győztes idő | Ellenfél Győztes idő | Helyezés    |
| -------------- | ------------ | ------------------------------------------------------------ | ---------------- | -------------------- | -------- | ------------------------------------------------- | ---------- | ---------------------- | -------- | ------------------------------------------------------ | ------------ | --------------------------------------------------------- | ------------------ | -------------------------- | -------------- | ----------------------------------- | -------------------- | -------------------- | ----------- |
| Jürgen Barth   | Férfi egyéni | Carlos Roqueiro (ARG) · Ignace Mandjambi (COD) · 11,39       | 1.               |                      |          | Dino Verzini (ITA) · John Nicholson (AUS) · 10,95 | 1.         |                        |          | Giurdano Turrini (ITA) · Leijn Loevesijn (NED) · 10,96 | 2.           | Robert van Lancker (BEL) · Reginald Barnett (GBR) · 10,98 | 1.                 | Jackie Simes (USA) · 11,30 | 1.             | Pierre Trentin (FRA) · 11,49, 12,09 | kiesett              | kiesett              | 5.          |
| Jürgen Kissner | Férfi egyéni | Roger Gibbon (TRI) · Fan Jüe-tao (Fan Yue-Tao) (ROC) · 11,15 | nem állt rajthoz | kiesett              | kiesett  | kiesett                                           | kiesett    | kiesett                | kiesett  | kiesett                                                | kiesett      | kiesett                                                   | kiesett            | kiesett                    | kiesett        | kiesett                             | kiesett              | kiesett              | helyezetlen |

Időfutam
| Versenyző    | Versenyszám  | Idő     | Helyezés |
| ------------ | ------------ | ------- | -------- |
| Herbert Honz | Férfi egyéni | 1:05,61 | 10.*     |

Tandem
| Versenyző                    | Versenyszám     | 1. forduló                                                | Vigaszág selejtező   | Vigaszág selejtező | Vigaszág döntő         | Vigaszág döntő | Negyeddöntő                                                         | Elődöntő             | Döntő                | Helyezés |
| Versenyző                    | Versenyszám     | Ellenfél Győztes idő                                      | Ellenfél Győztes idő | Hely.              | Ellenfelek Győztes idő | Hely.          | Ellenfél Győztes idő                                                | Ellenfél Győztes idő | Ellenfél Győztes idő | Helyezés |
| ---------------------------- | --------------- | --------------------------------------------------------- | -------------------- | ------------------ | ---------------------- | -------------- | ------------------------------------------------------------------- | -------------------- | -------------------- | -------- |
| Klaus Kobusch Martin Stenzel | Férfi kétüléses | Ausztrália (AUS) · Gordon Johnson · Hilton Clarke · 10,27 |                      |                    |                        |                | Franciaország (FRA) · Daniel Morelon · Pierre Trentin · 10,01, 9,93 | kiesett              | kiesett              | 5.       |

Üldözőversenyek
| Versenyző                                                               | Versenyszám  | Selejtező | Selejtező | Nyolcaddöntő                                                                                | Nyolcaddöntő | Nyolcaddöntő | Negyeddöntő                                                                                                 | Negyeddöntő | Negyeddöntő | Elődöntő                                                                                           | Elődöntő  | Elődöntő | Döntő                                                                                     | Döntő     | Helyezés |
| Versenyző                                                               | Versenyszám  | Idő       | Hely.     | Ellenfél Idő                                                                                | Saját idő    | Hely.        | Ellenfél Idő                                                                                                | Saját idő   | Hely.       | Ellenfél Idő                                                                                       | Saját idő | Hely.    | Ellenfél Idő                                                                              | Saját idő | Helyezés |
| ----------------------------------------------------------------------- | ------------ | --------- | --------- | ------------------------------------------------------------------------------------------- | ------------ | ------------ | --- | ----------- | ----------- | -------------------------------------------------------------------------------------------------- | --------- | -------- | ----------------------------------------------------------------------------------------- | --------- | -------- |
| Rupert Kratzer                                                          | Férfi egyéni | 4:43,84   | 6.        |                                                                                             |              |              | Daniel Rébillard (FRA) · 4:39,87                                                                            | 4:41,43     | 5.          | kiesett                                                                                            | kiesett   | kiesett  | kiesett                                                                                   | kiesett   | 5.       |
| Udo Hempel Karl Heinz Henrichs Jürgen Kissner Karl Link Rainer Podlesch | Férfi csapat |           |           | Svájc (SUI) · Bruno Hubschmid · Xaver Kurmann · Walter Richard · Jürgen Schneider · 4:28,71 | 4:19,90      | 1.           | Lengyelország (POL) · Janusz Kierzkowski · Wacław Latocha · Wojciech Matusiak · Rajmund Zieliński · 4:38,91 | 4:27,14     | 4.          | Olaszország (ITA) · Lorenzo Bosisio · Cipriano Chemello · Luigi Roncaglia · Gino Pancino · 4:16,21 | 4:15,76   | 1.       | Dánia (DEN) · Gunnar Asmussen · Mogens Frey Jensen · Per Lyngemark · Reno Olsen · 4:22,44 | kizárták  |          |

* - egy másik versenyzővel azonos időt ért el

## Lovaglás
Díjlovaglás
| Versenyző                                          | Ló                | Versenyszám | Selejtező | Selejtező | Döntő   | Döntő   | Végeredmény | Végeredmény |
| Versenyző                                          | Ló                | Versenyszám | Pont      | Hely.     | Pont    | Hely.   | Pont        | Helyezés    |
| -------------------------------------------------- | ----------------- | ----------- | --------- | --------- | ------- | ------- | ----------- | ----------- |
| Reiner Klimke                                      | Dux               | Egyéni      | 896       | 3.        | 641     | 2.      | 1537        |             |
| Liselott Linsenhoff                                | Piaff             | Egyéni      | 855       | 8.        | kiesett | kiesett | 855         | 8.          |
| Josef Neckermann                                   | Mariano           | Egyéni      | 948       | 1.        | 598     | 7.      | 1546        |             |
| Reiner Klimke Liselott Linsenhoff Josef Neckermann | Dux Piaff Mariano | Csapat      |           |           |         |         | 2,699       |             |

Díjugratás
| Versenyző                                               | Ló                      | Versenyszám | 1. forduló | 1. forduló | 2. forduló | 2. forduló | Összesen | Összesen |
| Versenyző                                               | Ló                      | Versenyszám | Pont       | Hely.      | Pont       | Hely.      | Pont     | Helyezés |
| ------------------------------------------------------- | ----------------------- | ----------- | ---------- | ---------- | ---------- | ---------- | -------- | -------- |
| Alwin Schockemöhle                                      | Donald Rex              | Egyéni      | 8,00       | 9.         | 8,00       | 4.         | 16,00    | 7.*      |
| Hartwig Steenken                                        | Simona                  | Egyéni      | 16,00      | 26.        | kiesett    | kiesett    | 16,00    | 26.      |
| Hans Günter Winkler                                     | Enigk                   | Egyéni      | 8,00       | 9.         | 4,00       | 1.         | 12,20    | 5.       |
| Alwin Schockemöhle Hermann Schridde Hans Günter Winkler | Donald Rex Dozent Enigk | Csapat      | 58,25      | 4.         | 59,00      | 5.         | 117,25   |          |

Lovastusa
| Versenyző                                  | Ló                         | Versenyszám | Díjlovaglás | Díjlovaglás | Tereplovaglás | Tereplovaglás | Díjugratás | Díjugratás | Végeredmény | Végeredmény |
| Versenyző                                  | Ló                         | Versenyszám | Bünt.       | Hely.       | Bünt.         | Hely.         | Bünt.      | Hely.      | Bünt.       | Helyezés    |
| ------------------------------------------ | -------------------------- | ----------- | ----------- | ----------- | ------------- | ------------- | ---------- | ---------- | ----------- | ----------- |
| Ludwig Gössing                             | Arved                      | Egyéni      | -94,01      | 27.         | -127,20       | 30.           | kizárták   | kizárták   | kiesett     | kiesett     |
| Horst Karsten                              | Adagio                     | Egyéni      | -74,01      | 12.         | -23,20        | 15.           | -5,75      | 10.        | -102,96     | 11.         |
| Jochen Mehrdorf                            | Lapislazuli                | Egyéni      | -68,01      | 6.          | -108,40       | 27.           | -23,00     | 27.        | -199,41     | 22.         |
| Klaus Wagner                               | Abdulla                    | Egyéni      | -102,00     | 35.         | -99,60        | 24.           | -14,25     | 20.        | -215,85     | 24.         |
| Horst Karsten Jochen Mehrdorf Klaus Wagner | Adagio Lapislazuli Abdulla | Csapat      | -236,03     | 3.          | -231,20       | 6.            | -43,00     | 5.         | -518,22     | 5.          |

* - három másik versenyzővel azonos eredményt ért el

## Műugrás
Férfi
| Versenyző           | Versenyszám        | Selejtező | Selejtező | Döntő   | Döntő    |
| Versenyző           | Versenyszám        | Pont      | Helyezés  | Pont    | Helyezés |
| ------------------- | ------------------ | --------- | --------- | ------- | -------- |
| Norbert Huda        | Egyéni műugrás     | 88,43     | 16.       | kiesett | kiesett  |
| Ulrich Reff         | Egyéni műugrás     | 95,42     | 11.       | 140,08  | 10.      |
| Klaus Konzorr       | Egyéni toronyugrás | 86,69     | 18.       | kiesett | kiesett  |
| Karlheinz Schwemmer | Egyéni toronyugrás | 89,00     | 14.       | kiesett | kiesett  |
| Bernd Wucherpfennig | Egyéni toronyugrás | 89,66     | 12.       | 129,49  | 12.      |

Női
| Versenyző        | Versenyszám        | Selejtező | Selejtező | Döntő  | Döntő    |
| Versenyző        | Versenyszám        | Pont      | Helyezés  | Pont   | Helyezés |
| ---------------- | ------------------ | --------- | --------- | ------ | -------- |
| Angelika Hilbert | Egyéni műugrás     | 86,83     | 11.       | 128,83 | 9.       |
| Ingeborg Busch   | Egyéni toronyugrás | 46,22     | 7.        | 85,31  | 11.      |
| Regina Krause    | Egyéni toronyugrás | 46,77     | 8.        | 93,08  | 6.       |

## Ökölvívás
| Versenyző       | Versenyszám   | Selejtező                     | 32-es főtábla                    | Nyolcaddöntő                | Negyeddöntő                              | Elődöntő                    | Döntő             | Helyezés |
| Versenyző       | Versenyszám   | Ellenfél Eredmény             | Ellenfél Eredmény                | Ellenfél Eredmény           | Ellenfél Eredmény                        | Ellenfél Eredmény           | Ellenfél Eredmény | Helyezés |
| --------------- | ------------- | ----------------------------- | -------------------------------- | --------------------------- | ---------------------------------------- | --------------------------- | ----------------- | -------- |
| Horst Rascher   | Harmatsúly    | John Dadigi (NGR) · RSC       | Kenneth Campbell (JAM) · 4-1     | Sulley Shittu (GHA) · 3-2   | Csang Szungil (Jang Sung-il) (KOR) · 0-5 | kiesett                     | kiesett           | 5.       |
| Werner Ruzicka  | Pehelysúly    |                               | Nils Dag Strømme (NOR) · 2-3     | kiesett                     | kiesett                                  | kiesett                     | kiesett           | 17.      |
| Gert Puzicha    | Kisváltósúly  | erőnyerő                      | Jim McCourt (IRL) · 5-0          | Arto Nilsson (FIN) · 2-3    | kiesett                                  | kiesett                     | kiesett           | 9.       |
| Dieter Kottysch | Váltósúly     | Mauri Saarivainio (FIN) · RSC | Volodimir Muszalimov (URS) · 0-5 | kiesett                     | kiesett                                  | kiesett                     | kiesett           | 17.      |
| Günther Meier   | Nagyváltósúly |                               | Honorio Bórquez (CHI) · 5-0      | Stephen Thega (KEN) · 5-0   | David Jackson (UGA) · 5-0                | Borisz Lagutyin (URS) · 2-3 | kiesett           |          |
| Ewald Wichert   | Középsúly     |                               | erőnyerő                         | Chris Finnegan (GBR) · 2-3  | kiesett                                  | kiesett                     | kiesett           | 9.       |
| Raymar Reimers  | Félnehézsúly  |                               | erőnyerő                         | Ion Monea (ROU) · 0-5       | kiesett                                  | kiesett                     | kiesett           | 9.       |
| Dieter Renz     | Nehézsúly     |                               |                                  | Giorgio Bambini (ITA) · 0-5 | kiesett                                  | kiesett                     | kiesett           | 9.       |

## Öttusa
| Versenyző                                  | Versenyszám | Lovaglás      | Lovaglás | Lovaglás | Vívás    | Vívás | Vívás | Lövészet | Lövészet | Lövészet | Úszás  | Úszás | Úszás | Futás   | Futás | Futás | Összesen    | Összesen |
| Versenyző                                  | Versenyszám | Idő           | Pont     | Hely.    | Eredmény | Pont  | Hely. | Pontszám | Pont     | Hely.    | Idő    | Pont  | Hely. | Idő     | Pont  | Hely. | Összes pont | Helyezés |
| ------------------------------------------ | ----------- | ------------- | -------- | -------- | -------- | ----- | ----- | -------- | -------- | -------- | ------ | ----- | ----- | ------- | ----- | ----- | ----------- | -------- |
| Elmar Frings                               | Egyéni      | 3:39          | 1070     | 9.       | 26–21    | 839   | 16.   | 187      | 846      | 31.      | 4:01,7 | 955   | 20.   | 15:23,7 | 796   | 27.   | 4506        | 17.      |
| Heiner Thade                               | Egyéni      | 4:17          | 910      | 36.      | 29–18    | 908   | 7.    | 192      | 956      | 6.       | 4:14,6 | 877   | 41.   | 16:24,2 | 613   | 43.   | 4264        | 32.      |
| Hans Jürgen Todt                           | Egyéni      | nem ért célba | 000      | -        | 19–28    | 678   | 34.   | 182      | 736      | 41.      | 4:16,7 | 865   | 42.   | 15:45,0 | 730   | 32.   | 3009        | 46.      |
| Elmar Frings Heiner Thade Hans Jürgen Todt | Csapat      |               | 1980     | 15.      |          | 2480  | 5.    |          | 2538     | 9.       |        | 2697  | 11.   |         | 2139  | 13.   | 11834       | 13.      |

## Sportlövészet
Nyílt
| Versenyző            | Versenyszám           | Pont | Helyezés |
| -------------------- | --------------------- | ---- | -------- |
| Erich Masurat        | Gyorstüzelő pisztoly  | 590  | 5.       |
| Hans Standl          | Gyorstüzelő pisztoly  | 587  | 9.       |
| Heinz Mertel         | Szabadpisztoly        | 562  |          |
| Kurt Meyer           | Szabadpisztoly        | 506  | 65.      |
| Klaus Zähringer      | Sportpuska, fekvő     | 591  | 33.      |
| Karl Wenk            | Sportpuska, fekvő     | 594  | 13.      |
| Bernd Klingner       | Sportpuska, összetett | 1157 |          |
| Peter Kohnke         | Sportpuska, összetett | 1151 | 7.       |
| Werner Bühse         | Trap                  | 189  | 29.      |
| Erich Gehmann        | Trap                  | 187  | 38.      |
| Karl Meyer zu Hölsen | Skeet                 | 189  | 21.      |
| Konrad Wirnhier      | Skeet                 | 198  |          |

## Súlyemelés
| Versenyző       | Versenyszám | Nyomás   | Nyomás   | Szakítás | Szakítás | Lökés    | Lökés    | Összesen | Helyezés |
| Versenyző       | Versenyszám | Eredmény | Helyezés | Eredmény | Helyezés | Eredmény | Helyezés | Összesen | Helyezés |
| --------------- | ----------- | -------- | -------- | -------- | -------- | -------- | -------- | -------- | -------- |
| Dieter Rauscher | 60 kg       | 112,5    | 11.      | 107,5    | 7.       | 132,5    | 14.      | 352,5    | 11.      |
| Uwe Kliche      | 67,5 kg     | 122,5    | 9.       | 115,0    | 12.      | 152,5    | 9.       | 390,0    | 10.      |
| Albert Huser    | 75 kg       | 135,0    | 10.      | 115,0    | 15.      | 160,0    | 11.      | 410,0    | 11.      |
| Rainer Dörrzapf | 82,5 kg     | 135,0    | 14.      | 140,0    | 4.       | 160,0    | 15.      | 435,0    | 11.      |
| Rudolf Mang     | +90 kg      | 177,5    | 4.       | 152,5    | 3.       | 195,0    | 6.       | 525,0    | 5.       |

## Torna
Férfi
| Versenyző                                                                             | Versenyszám      | Selejtező | Selejtező | Döntő    | Döntő    |
| Versenyző                                                                             | Versenyszám      | Pontszám  | Helyezés  | Pontszám | Helyezés |
| ------------------------------------------------------------------------------------- | ---------------- | --------- | --------- | -------- | -------- |
| Heinz Häussler                                                                        | Talaj            | 18,15     | 42.       | kiesett  | kiesett  |
| Heinz Häussler                                                                        | Ugrás            | 17,80     | 83.       | kiesett  | kiesett  |
| Heinz Häussler                                                                        | Korlát           | 18,30     | 60.       | kiesett  | kiesett  |
| Heinz Häussler                                                                        | Nyújtó           | 18,20     | 61.       | kiesett  | kiesett  |
| Heinz Häussler                                                                        | Gyűrű            | 17,55     | 68.       | kiesett  | kiesett  |
| Heinz Häussler                                                                        | Lólengés         | 18,80     | 16.       | kiesett  | kiesett  |
| Heinz Häussler                                                                        | Egyéni összetett |           |           | 108,80   | 45.      |
| Erich Hess                                                                            | Talaj            | 18,05     | 46.       | kiesett  | kiesett  |
| Erich Hess                                                                            | Ugrás            | 18,25     | 43.       | kiesett  | kiesett  |
| Erich Hess                                                                            | Korlát           | 17,30     | 94.       | kiesett  | kiesett  |
| Erich Hess                                                                            | Nyújtó           | 18,90     | 19.       | kiesett  | kiesett  |
| Erich Hess                                                                            | Gyűrű            | 18,15     | 38.       | kiesett  | kiesett  |
| Erich Hess                                                                            | Lólengés         | 17,10     | 81.       | kiesett  | kiesett  |
| Erich Hess                                                                            | Egyéni összetett |           |           | 107,75   | 60.      |
| Hermann Höpfner                                                                       | Talaj            | 18,05     | 46.       | kiesett  | kiesett  |
| Hermann Höpfner                                                                       | Ugrás            | 18,10     | 60.       | kiesett  | kiesett  |
| Hermann Höpfner                                                                       | Korlát           | 18,30     | 60.       | kiesett  | kiesett  |
| Hermann Höpfner                                                                       | Nyújtó           | 18,30     | 56.       | kiesett  | kiesett  |
| Hermann Höpfner                                                                       | Gyűrű            | 17,50     | 74.       | kiesett  | kiesett  |
| Hermann Höpfner                                                                       | Lólengés         | 17,80     | 48.       | kiesett  | kiesett  |
| Hermann Höpfner                                                                       | Egyéni összetett |           |           | 108,05   | 55.*     |
| Willi Jaschek                                                                         | Talaj            | 11,15     | 113.      | kiesett  | kiesett  |
| Willi Jaschek                                                                         | Ugrás            | 9,10      | 114.      | kiesett  | kiesett  |
| Willi Jaschek                                                                         | Korlát           | 18,85     | 26.       | kiesett  | kiesett  |
| Willi Jaschek                                                                         | Nyújtó           | 18,75     | 29.       | kiesett  | kiesett  |
| Willi Jaschek                                                                         | Gyűrű            | 18,40     | 25.       | kiesett  | kiesett  |
| Willi Jaschek                                                                         | Lólengés         | 18,80     | 16.       | kiesett  | kiesett  |
| Willi Jaschek                                                                         | Egyéni összetett |           |           | 95,05    | 107.     |
| Heiko Reinemer                                                                        | Talaj            | 18,65     | 14.       | kiesett  | kiesett  |
| Heiko Reinemer                                                                        | Ugrás            | 18,35     | 37.       | kiesett  | kiesett  |
| Heiko Reinemer                                                                        | Korlát           | 18,50     | 49.       | kiesett  | kiesett  |
| Heiko Reinemer                                                                        | Nyújtó           | 18,65     | 33.       | kiesett  | kiesett  |
| Heiko Reinemer                                                                        | Gyűrű            | 18,25     | 32.       | kiesett  | kiesett  |
| Heiko Reinemer                                                                        | Lólengés         | 15,80     | 102.      | kiesett  | kiesett  |
| Heiko Reinemer                                                                        | Egyéni összetett |           |           | 108,20   | 51.*     |
| Helmut Tepasse                                                                        | Talaj            | 18,00     | 51.       | kiesett  | kiesett  |
| Helmut Tepasse                                                                        | Ugrás            | 18,45     | 27.       | kiesett  | kiesett  |
| Helmut Tepasse                                                                        | Korlát           | 18,90     | 23.       | kiesett  | kiesett  |
| Helmut Tepasse                                                                        | Nyújtó           | 18,45     | 46.       | kiesett  | kiesett  |
| Helmut Tepasse                                                                        | Gyűrű            | 17,75     | 60.       | kiesett  | kiesett  |
| Helmut Tepasse                                                                        | Lólengés         | 16,80     | 83.       | kiesett  | kiesett  |
| Helmut Tepasse                                                                        | Egyéni összetett |           |           | 108,35   | 50.      |
| Heinz Häussler Erich Hess Hermann Höpfner Willi Jaschek Heiko Reinemer Helmut Tepasse | Csapat összetett |           |           | 548,35   | 8.       |

Női
| Versenyző                                                                                   | Versenyszám      | Selejtező | Selejtező | Döntő    | Döntő    |
| Versenyző                                                                                   | Versenyszám      | Pontszám  | Helyezés  | Pontszám | Helyezés |
| ------------------------------------------------------------------------------------------- | ---------------- | --------- | --------- | -------- | -------- |
| Petra Jebram                                                                                | Talaj            | 17,80     | 54.       | kiesett  | kiesett  |
| Petra Jebram                                                                                | Ugrás            | 17,90     | 51.       | kiesett  | kiesett  |
| Petra Jebram                                                                                | Felemás korlát   | 18,15     | 34.       | kiesett  | kiesett  |
| Petra Jebram                                                                                | Gerenda          | 16,45     | 80.       | kiesett  | kiesett  |
| Petra Jebram                                                                                | Egyéni összetett |           |           | 70,30    | 55.*     |
| Angelika Kern                                                                               | Talaj            | 17,80     | 54.       | kiesett  | kiesett  |
| Angelika Kern                                                                               | Ugrás            | 18,00     | 46.       | kiesett  | kiesett  |
| Angelika Kern                                                                               | Felemás korlát   | 18,05     | 39.       | kiesett  | kiesett  |
| Angelika Kern                                                                               | Gerenda          | 17,50     | 52.       | kiesett  | kiesett  |
| Angelika Kern                                                                               | Egyéni összetett |           |           | 71,35    | 43.      |
| Irmgard Krauser                                                                             | Talaj            | 18,00     | 43.       | kiesett  | kiesett  |
| Irmgard Krauser                                                                             | Ugrás            | 18,30     | 36.       | kiesett  | kiesett  |
| Irmgard Krauser                                                                             | Felemás korlát   | 18,50     | 24.       | kiesett  | kiesett  |
| Irmgard Krauser                                                                             | Gerenda          | 16,40     | 82.       | kiesett  | kiesett  |
| Irmgard Krauser                                                                             | Egyéni összetett |           |           | 71,20    | 45.      |
| Helga Matschkur                                                                             | Talaj            | 17,60     | 66.       | kiesett  | kiesett  |
| Helga Matschkur                                                                             | Ugrás            | 17,65     | 64.       | kiesett  | kiesett  |
| Helga Matschkur                                                                             | Felemás korlát   | 18,05     | 39.       | kiesett  | kiesett  |
| Helga Matschkur                                                                             | Gerenda          | 16,45     | 80.       | kiesett  | kiesett  |
| Helga Matschkur                                                                             | Egyéni összetett |           |           | 69,75    | 62.*     |
| Anna Stein                                                                                  | Talaj            | 17,75     | 56.       | kiesett  | kiesett  |
| Anna Stein                                                                                  | Ugrás            | 17,85     | 53.       | kiesett  | kiesett  |
| Anna Stein                                                                                  | Felemás korlát   | 18,20     | 31.       | kiesett  | kiesett  |
| Anna Stein                                                                                  | Gerenda          | 16,20     | 84.       | kiesett  | kiesett  |
| Anna Stein                                                                                  | Egyéni összetett |           |           | 70,00    | 59.**    |
| Marie-Luise Stegemann                                                                       | Talaj            | 18,10     | 40.       | kiesett  | kiesett  |
| Marie-Luise Stegemann                                                                       | Ugrás            | 18,40     | 31.       | kiesett  | kiesett  |
| Marie-Luise Stegemann                                                                       | Felemás korlát   | 17,35     | 61.       | kiesett  | kiesett  |
| Marie-Luise Stegemann                                                                       | Gerenda          | 16,70     | 76.       | kiesett  | kiesett  |
| Marie-Luise Stegemann                                                                       | Egyéni összetett |           |           | 70,55    | 48.*     |
| Petra Jebram Angelika Kern Irmgard Krauser Helga Matschkur Anna Stein Marie-Luise Stegemann | Csapat összetett |           |           | 354,65   | 9.       |

* - egy másik versenyzővel azonos eredményt ért el

** - két másik versenyzővel azonos eredményt ért el

## Úszás
Férfi
| Versenyző                                                        | Versenyszám            | Előfutam | Előfutam | Előfutam | Elődöntő | Elődöntő | Elődöntő | Döntő   | Döntő    |
| Versenyző                                                        | Versenyszám            | Idő      | Hely.    | Össz.    | Idő      | Hely.    | Össz.    | Idő     | Helyezés |
| ---------------------------------------------------------------- | ---------------------- | -------- | -------- | -------- | -------- | -------- | -------- | ------- | -------- |
| Peter Schorning                                                  | 100 m gyors            | 56,9     | 4.       | 38.      | kiesett  | kiesett  | kiesett  | kiesett | kiesett  |
| Wolfgang Kremer                                                  | 100 m gyors            | 55,0     | 2.       | 11.      | 54,3     | 4.       | 9.       | kiesett | kiesett  |
| Wolfgang Kremer                                                  | 200 m gyors            | 2:02,1   | 2.       | 15.**    |          |          |          | kiesett | kiesett  |
| Olaf von Schilling                                               | 200 m gyors            | 2:01,7   | 2.       | 12.      |          |          |          | kiesett | kiesett  |
| Olaf von Schilling                                               | 100 m gyors            | 55,8     | 3.       | 22.**    | 55,9     | 8.       | 23.*     | kiesett | kiesett  |
| Werner Krammel                                                   | 200 m gyors            | 2:07,9   | 6.       | 38.      |          |          |          | kiesett | kiesett  |
| Werner Krammel                                                   | 400 m gyors            | 4:34,0   | 4.       | 22.      |          |          |          | kiesett | kiesett  |
| Hans Faßnacht                                                    | 400 m gyors            | 4:20,7   | 2.       | 7.       |          |          |          | 4:18,1  | 7.       |
| Hans Faßnacht                                                    | 1500 m gyors           | 17:40,2  | 3.       | 10.      |          |          |          | kiesett | kiesett  |
| Reinhard Blechert                                                | 100 m hát              | 1:02,7   | 3.       | 9.       | 1:02,2   | 3.       | 8.       | 1:01,9  | 7.       |
| Reinhard Blechert                                                | 200 m hát              | 2:16,5   | 2.       | 9.       |          |          |          | kiesett | kiesett  |
| Gregor Betz                                                      | 100 m mell             | 1:10,3   | 2.       | 15.**    | 1:09,8   | 6.       | 13.*     | kiesett | kiesett  |
| Thomas Aretz                                                     | 100 m mell             | 1:11,1   | 4.       | 23.      | 1:11,2   | 6.       | 21.      | kiesett | kiesett  |
| Thomas Aretz                                                     | 200 m mell             | 2:39,0   | 4.       | 18.      |          |          |          | kiesett | kiesett  |
| Theodor Bolkart                                                  | 200 m mell             | 2:36,8   | 3.       | 14.      |          |          |          | kiesett | kiesett  |
| Michael Günther                                                  | 200 m mell             | 2:40,7   | 3.       | 23.      |          |          |          | kiesett | kiesett  |
| Michael Günther                                                  | 100 m mell             | 1:10,3   | 4.       | 15.**    | 1:09,7   | 3.       | 11.*     | kiesett | kiesett  |
| Werner Freitag                                                   | 100 m pillangó         | 1:00,1   | 3.       | 18.      | 59,9     | 5.       | 14.**    | kiesett | kiesett  |
| Lutz Stoklasa                                                    | 100 m pillangó         | 59,2     | 1.       | 6.       | 58,5     | 2.       | 5.       | 58,9    | 7.       |
| Lutz Stoklasa                                                    | 200 m pillangó         | 2:16,4   | 3.       | 16.      |          |          |          | kiesett | kiesett  |
| Folkert Meeuw                                                    | 200 m pillangó         | 2:11,1   | 2.       | 4.*      |          |          |          | 2:11,5  | 6.       |
| Jürgen Schiller                                                  | 200 m vegyes           | 2:20,8   | 1.       | 15.      |          |          |          | kiesett | kiesett  |
| Michael Holthaus                                                 | 200 m vegyes           | 2:17,5   | 2.       | 7.*      |          |          |          | 2:16,8  | 7.       |
| Michael Holthaus                                                 | 400 m vegyes           | 5:00,8   | 1.       | 6.       |          |          |          | 4:51,4  |          |
| Bernhard Mock                                                    | 400 m vegyes           | 5:07,1   | 3.       | 13.      |          |          |          | kiesett | kiesett  |
| Reinhard Merkel                                                  | 400 m vegyes           | 5:00,6   | 2.       | 5.       |          |          |          | 4:59,8  | 6.       |
| Reinhard Merkel                                                  | 200 m vegyes           | 2:17,8   | 2.       | 9.       |          |          |          | kiesett | kiesett  |
| Peter Schorning Wolfgang Kremer Olaf von Schilling Hans Faßnacht | 4 × 100 m gyorsváltó   | 3:40,2   | 3.       | 4.       |          |          |          | 3:39,0  | 6.       |
| Hans Faßnacht Olaf von Schilling Folkert Meeuw Wolfgang Kremer   | 4 × 200 m gyorsváltó   | 8:07,1   | 3.       | 4.       |          |          |          | 8:04,3  | 6.       |
| Reinhard Blechert Gregor Betz Lutz Stoklasa Wolfgang Kremer      | 4 × 100 m vegyes váltó | 4:04,7   | 3.       | 4.       |          |          |          | 4:05,4  | 6.       |

Női
| Versenyző                                                           | Versenyszám            | Előfutam | Előfutam | Előfutam | Elődöntő | Elődöntő | Elődöntő | Döntő   | Döntő    |
| Versenyző                                                           | Versenyszám            | Idő      | Hely.    | Össz.    | Idő      | Hely.    | Össz.    | Idő     | Helyezés |
| ------------------------------------------------------------------- | ---------------------- | -------- | -------- | -------- | -------- | -------- | -------- | ------- | -------- |
| Helena Matzdorf                                                     | 400 m vegyes           | 5:50,5   | 3.       | 18.      |          |          |          | kiesett | kiesett  |
| Helena Matzdorf                                                     | 200 m vegyes           | 2:42,1   | 4.       | 23.*     |          |          |          | kiesett | kiesett  |
| Helmi Boxberger                                                     | 200 m vegyes           | 2:45,2   | 6.       | 31.      |          |          |          | kiesett | kiesett  |
| Helmi Boxberger                                                     | 100 m gyors            | 1:05,1   | 4.       | 32.***   | kiesett  | kiesett  | kiesett  | kiesett | kiesett  |
| Ingeborg Renner                                                     | 100 m gyors            | 1:05,9   | 6.       | 40.      | kiesett  | kiesett  | kiesett  | kiesett | kiesett  |
| Heidemarie Reineck                                                  | 100 m gyors            | 1:04,2   | 4.       | 26.**    | kiesett  | kiesett  | kiesett  | kiesett | kiesett  |
| Heidemarie Reineck                                                  | 200 m gyors            | 2:21,4   | 4.       | 20.      |          |          |          | kiesett | kiesett  |
| Aloisia Bauer                                                       | 200 m gyors            | 2:24,5   | 4.       | 26.      |          |          |          | kiesett | kiesett  |
| Doris Meister                                                       | 100 m hát              | 1:14,1   | 6.       | 30.      | kiesett  | kiesett  | kiesett  | kiesett | kiesett  |
| Angelika Kraus                                                      | 100 m hát              | 1:12,6   | 5.       | 25.      | kiesett  | kiesett  | kiesett  | kiesett | kiesett  |
| Angelika Kraus                                                      | 200 m hát              | 2:36,7   | 4.       | 14.      |          |          |          | kiesett | kiesett  |
| Uta Frommater                                                       | 100 m mell             | 1:18,5   | 1.       | 5.       | 1:16,9   | 3.       | 4.       | 1:16,2  | 4.       |
| Vreni Eberle                                                        | 100 m mell             | 1:22,6   | 4.       | 23.**    | kiesett  | kiesett  | kiesett  | kiesett | kiesett  |
| Vreni Eberle                                                        | 200 m mell             | 2:52,5   | 4.       | 12.      |          |          |          | kiesett | kiesett  |
| Heike Hustede-Nagel                                                 | 100 m pillangó         | 1:07,7   | 1.       | 6.       | 1:07,0   | 4.       | 6.       | 1:06,9  | 6.       |
| Heike Hustede-Nagel                                                 | 200 m pillangó         | 2:32,1   | 2.       | 5.       |          |          |          | 2:27,9  | 5.       |
| Heidemarie Reineck Aloisia Bauer Ingeborg Renner Helmi Boxberger    | 4 × 100 m gyorsváltó   | 4:19,4   | 5.       | 12.      |          |          |          | kiesett | kiesett  |
| Angelika Kraus Uta Frommater Heike Hustede-Nagel Heidemarie Reineck | 4 × 100 m vegyes váltó | 4:39,5   | 3.       | 5.*      |          |          |          | 4:36,4  |          |

* - egy másik versenyzővel/váltóval azonos időt ért el

** - két másik versenyzővel azonos időt ért el

*** - három másik versenyzővel azonos időt ért el

## Vitorlázás
Nyílt
| Versenyző                                        | Versenyszám     | Futam  | Futam | Futam  | Futam  | Futam  | Futam  | Futam | Pontszám | Helyezés |
| Versenyző                                        | Versenyszám     | 1      | 2     | 3      | 4      | 5      | 6      | 7     | Pontszám | Helyezés |
| ------------------------------------------------ | --------------- | ------ | ----- | ------ | ------ | ------ | ------ | ----- | -------- | -------- |
| Wilhelm Kuhweide                                 | Finn dingi      | 17,0   | 13,0  | 23,0   | 31,0   | (32,0) | 15,0   | 21,0  | 120,0    | 15.      |
| Fritz Kopperschmidt Eckart Wagner                | Csillaghajó     | 14,0   | 18,0  | (26,0) | 15,0   | 14,0   | 16,0   | 19,0  | 96,0     | 12.      |
| Ullrich Libor Peter Naumann                      | Repülő hollandi | 0,0    | 5,7   | 3,0    | 3,0    | 19,0   | (27,0) | 13,0  | 43,7     |          |
| Rudolf Harmstorf Harald Stein Karl-August Stolze | 5,5 méteres     | 3,0    | 5,7   | 10,0   | (15,0) | 5,7    | 15,0   | 8,0   | 47,4     | 4.       |
| Axel May Klaus Oldendorff Peter Stülcken         | Sárkányhajó     | (22,0) | 10,0  | 20,0   | 14,0   | 0,0    | 8,0    | 22,0  | 74,0     | 7.       |

## Vívás
Férfi
| Versenyző                                                                        | Versenyszám       | Csoportkör | Csoportkör | Csoportkör | Csoportkör | Nyolcaddöntő                    | Negyeddöntő                    | Elődöntő                                                | Vigaszág a döntőért          | Vigaszág a döntőért            | Vigaszág a döntőért      | Vigaszág a döntőért | Vigaszág a döntőért | Döntő                                     | Helyezés    |
| Versenyző                                                                        | Versenyszám       | 1. kör | 1. kör     | 2. kör | 2. kör     | Nyolcaddöntő                    | Negyeddöntő                    | Elődöntő                                                | 1. kör                       | 2. kör                         | 3. kör                   | 4. kör              | 5. kör              | Döntő                                     | Helyezés    |
| Versenyző                                                                        | Versenyszám       | Ellenfél Eredmény | Hely.      | Ellenfél Eredmény | Hely.      | Ellenfél Eredmény               | Ellenfél Eredmény              | Ellenfél Eredmény                                       | Ellenfél Eredmény            | Ellenfél Eredmény              | Ellenfél Eredmény        | Ellenfél Eredmény   | Ellenfél Eredmény   | Ellenfél Eredmény                         | Helyezés    |
| -------------------------------------------------------------------------------- | ----------------- | --- | ---------- | --- | ---------- | ------------------------------- | ------------------------------ | ------------------------------------------------------- | ---------------------------- | ------------------------------ | ------------------------ | ------------------- | ------------------- | ----------------------------------------- | ----------- |
| Tim Gerresheim                                                                   | Tőr, egyéni       | J. csoport · Tănase Mureșanu (ROU) · V · Arcangelo Pinelli (ITA) · GY · Florent Bessemans (BEL) · GY · Magdy Conyd (CAN) · V                                                      | 3.         | A. csoport · Daniel Revenu (FRA) · V · Graham Paul (GBR) · GY · Russell Hobby (AUS) · GY · Dagoberto Borges (CUB) · V · Mohamed Gamil El-Kalyoubi (RAU) · GY    | 3.         | Daniel Revenu (FRA) · V         | Vigaszág                       | Vigaszág                                                | Mano Kazuo (JPN) · GY        | Witold Woyda (POL) · V         | kiesett                  | kiesett             | kiesett             | kiesett                                   | 17.         |
| Dieter Wellmann                                                                  | Tőr, egyéni       | A. csoport · Graham Paul (GBR) · V · Viktor Putyatyin (URS) · GY · Graeme Jennings (AUS) · GY · Evaristo Prendes (ARG) · GY                                                       | 2.         | H. csoport · Ion Drîmbă (ROU) · V · Roland Losert (AUT) · V · Viktor Putyatyin (URS) · GY · Herbert Cohen (USA) · GY · Román Gómez (MEX) · GY                   | 4.         | Christian Noël (FRA) · V        | Vigaszág                       | Vigaszág                                                | Michael Breckin (GBR) · GY   | Ryszard Parulski (POL) · V     | kiesett                  | kiesett             | kiesett             | kiesett                                   | 17.         |
| Friedrich Wessel                                                                 | Tőr, egyéni       | G. csoport · Guillermo Saucedo (ARG) · GY · Szabó Sándor (HUN) · V · Román Gómez (MEX) · GY · Fionbarr Farrell (IRL) · GY                                                         | 3.         | B. csoport · Arcangelo Pinelli (ITA) · V · Bill Hoskyns (GBR) · GY · Szabó Sándor (HUN) · V · Lawrence Anastasi (USA) · GY · Graeme Jennings (AUS) · GY         | 3.         | Graham Paul (GBR) · GY          | Vaszil Sztankovics (URS) · V   | Vigaszág                                                | Vigaszág                     | Graham Paul (GBR) · V          | kiesett                  | kiesett             | kiesett             | kiesett                                   | 17.         |
| Dieter Jung                                                                      | Párbajtőr, egyéni | L. csoport · Viktor Modzolevszkij (URS) · V · Nicholas Halsted (GBR) · GY · Carlos Calderón (MEX) · GY · Arthur Cramer (BRA) · GY · Alberto Varela (URU) · GY                     | 1.         | E. csoport · Orvar Lindwall (SWE) · V · Michel Constandt (BEL) · GY · Alexandre Bretholz (SUI) · GY · Gianfranco Paolucci (ITA) · V · Colm O'Brien (IRL) · GY   | 3.         | Jacques Ladègaillerie (FRA) · V | Vigaszág                       | Vigaszág                                                | Michel Constandt (BEL) · V   | kiesett                        | kiesett                  | kiesett             | kiesett             | kiesett                                   | 25.         |
| Franz Rompza                                                                     | Párbajtőr, egyéni | B. csoport · David Micahnik (USA) · GY · Hrihorij Krissz (URS) · GY · Peter Bakonyi (CAN) · GY · Ali Chekr (LIB) · GY · José Antonio Díaz (CUB) · GY                              | 1.         | B. csoport · Hans-Peter Schulze (GDR) · V · Henryk Nielaba (POL) · V · Michel Steininger (SUI) · V · Lars-Erik Larsson (SWE) · GY · Silvio Fernández (VEN) · GY | 3.         | Bohdan Andrzejewski (POL) · GY  | Viktor Modzolevszkij (URS) · V | Vigaszág                                                | Vigaszág                     | Bohdan Andrzejewski (POL) · GY | Fenyvesi Csaba (HUN) · V | kiesett             | kiesett             | kiesett                                   | 13.         |
| Fritz Zimmermann                                                                 | Párbajtőr, egyéni | K. csoport · Jan von Koss (NOR) · GY · Michel Steininger (SUI) · GY · Claudio Francesconi (ITA) · V · Gerry Wiedel (CAN) · GY                                                     | 1.         | G. csoport · Kulcsár Győző (HUN) · V · Ernesto Fernández (MEX) · GY · Florent Bessemans (BEL) · V · Claudio Francesconi (ITA) · GY · David Micahnik (USA) · V   | 4.         | Jean-Pierre Allemand (FRA) · V  | Vigaszág                       | Vigaszág                                                | Michel Steininger (SUI) · GY | Hans-Peter Schulze (GDR) · GY  | Bohdan Gonsior (POL) · V | kiesett             | kiesett             | kiesett                                   | 13.         |
| Volker Duschner                                                                  | Kard, egyéni      | E. csoport · Vlagyimir Nazlimov (URS) · V · Kovács Tamás (HUN) · V · Rodney Craig (GBR) · GY · Anthony Keane (USA) · V · Gustavo Chapela (MEX) · GY · Fionbarr Farrell (IRL) · GY | 5.         | kiesett | kiesett    |                                 | kiesett                        | kiesett                                                 | kiesett                      | kiesett                        | kiesett                  |                     |                     | kiesett                                   | helyezetlen |
| Walter Köstner                                                                   | Kard, egyéni      | A. csoport · Jerzy Pawłowski (POL) · V · Alfonso Morales (USA) · V · Serge Panizza (FRA) · V · Félix Delgado (CUB) · GY · Colm O'Brien (IRL) · GY                                 | 3.         | D. csoport · Bakonyi Péter (HUN) · V · Alfonso Morales (USA) · V · Umjar Mavlihanov (URS) · GY · Józef Nowara (POL) · GY · Alexander Leckie (GBR) · V           | 5.         |                                 | kiesett                        | kiesett                                                 | kiesett                      | kiesett                        | kiesett                  |                     |                     | kiesett                                   | helyezetlen |
| Paul Wischeidt                                                                   | Kard, egyéni      | C. csoport · Claude Arabo (FRA) · V · Pézsa Tibor (HUN) · V · Józef Nowara (POL) · GY · John Andru (CAN) · GY · Jan Boutmy (AHO) · GY · Juan Carlos Frecia (ARG) · GY             | 3.         | C. csoport · Vlagyimir Nazlimov (URS) · V · Claude Arabo (FRA) · V · Cesare Salvadori (ITA) · GY · Anthony Keane (USA) · GY · Yves Brasseur (BEL) · GY          | 4.         |                                 | Pézsa Tibor (HUN) · V          | Vigaszág                                                | Vigaszág                     | Marcel Parent (FRA) · V        | kiesett                  |                     |                     | kiesett                                   | 13.         |
| Jürgen Brecht Tim Gerresheim Jürgen Theuerkauff Dieter Wellmann Friedrich Wessel | Tőr, csapat       | 5. csoport · Kanada (CAN) · 13-3 · Írország (IRL) · 15-1 · Olaszország (ITA) · 9-1                                                                                                | 1.         | |            |                                 | erőnyerő                       | Lengyelország (POL) · 4-9 · Japán (JPN) · 8 (60)-8 (57) |                              |                                |                          |                     |                     | Az 5. helyért · Magyarország (HUN) · 4-9  | 6.          |
| Max Geuter Paul Gnaier Dieter Jung Franz Rompza Fritz Zimmermann                 | Párbajtőr, csapat | 4. csoport · Írország (IRL) · 15-1 · Svájc (SUI) · 11-5 · Svédország (SWE) · 9-2                                                                                                  | 1.         | |            |                                 |                                | Nagy-Britannia (GBR) · 9-5 · Szovjetunió (URS) · 3-9    |                              |                                |                          |                     |                     | Bronzmérkőzés · Lengyelország (POL) · 6-9 | 4.          |
| Klaus Allisat Percy Borucki Volker Duschner Walter Köstner Paul Wischeidt        | Kard, csapat      | 2. csoport · Írország (IRL) · 14-2 · Magyarország (HUN) · 3-13 | 2.         | |            |                                 |                                | Magyarország (HUN) · 4-9 · Egyesült Államok (USA) · 7-9 |                              |                                |                          |                     |                     | kiesett                                   | 7.          |

Női
| Versenyző                                                          | Versenyszám | Csoportkör | Csoportkör | Csoportkör | Csoportkör | Negyeddöntő              | Elődöntő          | Vigaszág a döntőért              | Vigaszág a döntőért                    | Vigaszág a döntőért    | Döntő                                   | Helyezés    |
| Versenyző                                                          | Versenyszám | 1. kör | 1. kör     | 2. kör | 2. kör     | Negyeddöntő              | Elődöntő          | 1. kör                           | 2. kör                                 | 3. kör                 | Döntő                                   | Helyezés    |
| Versenyző                                                          | Versenyszám | Ellenfél Eredmény | Hely.      | Ellenfél Eredmény | Hely.      | Ellenfél Eredmény        | Ellenfél Eredmény | Ellenfél Eredmény                | Ellenfél Eredmény                      | Ellenfél Eredmény      | Ellenfél Eredmény                       | Helyezés    |
| ------------------------------------------------------------------ | ----------- | --- | ---------- | --- | ---------- | ------------------------ | ----------------- | -------------------------------- | -------------------------------------- | ---------------------- | --------------------------------------- | ----------- |
| Helga Mees                                                         | Tőr, egyéni | D. csoport · Jelena Novikova (URS) · V · Szabó Orbán Olga (ROU) · V · Cathérine Rousselet-Ceretti (FRA) · V · Susan Green (GBR) · GY · Rosa del Moral (MEX) · V                                 | 4.         | B. csoport · Drimba-Gyulai Ilona (ROU) · V · Antonella Ragno-Lonzi (ITA) · V · Brigitte Gapais-Dumont (FRA) · V · Galina Gorohova (URS) · V · Harriet King (USA) · V | 6.         | kiesett                  | kiesett           | kiesett                          | kiesett                                | kiesett                | kiesett                                 | helyezetlen |
| Monika Pulch                                                       | Tőr, egyéni | C. csoport · Kerstin Palm (SWE) · V · Harriet King (USA) · V · Drimba-Gyulai Ilona (ROU) · GY · Bóbis Ildikó (HUN) · GY · Lourdes Roldán (MEX) · GY                                             | 4.         | C. csoport · Rejtő Ildikó (HUN) · V · Kerstin Palm (SWE) · V · Bruna Colombetti (ITA) · V · Marie-Chantal Demaille (FRA) · V · Sigrid Chatel (CAN) · GY              | 6.         | kiesett                  | kiesett           | kiesett                          | kiesett                                | kiesett                | kiesett                                 | helyezetlen |
| Heidi Schmid                                                       | Tőr, egyéni | E. csoport · Stahl Jencsik Katalin (ROU) · V · Pilar Roldán (MEX) · V · Galina Gorohova (URS) · V · Colette Flesch (LUX) · V · Myrna Anselma (AHO) · GY · Sylvia Iannuzzi-San Martín (ARG) · GY | 4.         | D. csoport · Jelena Novikova (URS) · V · Stahl Jencsik Katalin (ROU) · V · Dömölky Lídia (HUN) · V · Janet Wardell-Yerburgh (GBR) · GY · Milady Tack-Fang (CUB) · GY | 4.         | Kerstin Palm (SWE) · V   | Vigaszág          | Antonella Ragno-Lonzi (ITA) · GY | Cathérine Rousselet-Ceretti (FRA) · GY | Rejtő Ildikó (HUN) · V | kiesett                                 | 7.          |
| Helga Koch Helga Mees Monika Pulch Heidi Schmid Gudrun Theuerkauff | Tőr, csapat | 1. csoport · Mexikó (MEX) · 8 (48)-8 (42) · Franciaország (FRA) · 7-8 | 2.         | |            | Magyarország (HUN) · 3-9 | kiesett           |                                  |                                        |                        | Az 5. helyért · Olaszország (ITA) · 8-7 | 5.          |

## Vízilabda
| Nyugatnémet férfi vízilabdacsapat-játékoskeret                                                     | Nyugatnémet férfi vízilabdacsapat-játékoskeret                                       |
| -------------------------------------------------------------------------------------------------- | ------------------------------------------------------------------------------------ |
| - Hermann Haverkamp - Hans Hoffmeister - Günter Kilian - Heinz Kleimeier - Nagy Lajos - Ludwig Ott | - Kurt Schuhmann - Wolf-Rüdiger Schulz - Dietmar Seiz - Peter Teicher - Ludger Weeke |

### Eredmények
Csoportkör
A csoport
| Csapat                 | M | Gy | D | V | G+ | G– | Gk  | P  |
| ---------------------- | - | -- | - | - | -- | -- | --- | -- |
| Magyarország (HUN)     | 6 | 6  | 0 | 0 | 39 | 14 | +25 | 12 |
| Szovjetunió (URS)      | 6 | 5  | 0 | 1 | 43 | 18 | +25 | 10 |
| Egyesült Államok (USA) | 6 | 3  | 1 | 2 | 37 | 36 | +1  | 7  |
| Kuba (CUB)             | 6 | 3  | 1 | 2 | 31 | 35 | –4  | 7  |
| NSZK (FRG)             | 6 | 2  | 0 | 4 | 33 | 34 | –1  | 4  |
| Spanyolország (ESP)    | 6 | 0  | 1 | 5 | 20 | 37 | –17 | 1  |
| Brazília (BRA)         | 6 | 0  | 1 | 5 | 22 | 51 | –29 | 1  |

| 1968. október 15. 10:00 | NSZK (FRG)           | 5 – 3 | Spanyolország (ESP) |  |
| 1968. október 15. 10:00 | (3–0, 1–1, 0–1, 1–1) |       |                     |  |
| 1968. október 15. 10:00 | Nagy, Schuhmann 2    |       | három játékos 1     |  |

| 1968. október 16. 10:00 | Magyarország (HUN)   | 6 – 4 | NSZK (FRG) |  |
| 1968. október 16. 10:00 | (1–1, 3–2, 0–0, 2–1) |       |            |  |
| 1968. október 16. 10:00 | három játékos 2      |       | Nagy 2     |  |

| 1968. október 17. 10:00 | Szovjetunió (URS)    | 6 – 3 | NSZK (FRG) |  |
| 1968. október 17. 10:00 | (0–1, 2–1, 3–1, 1–0) |       |            |  |
| 1968. október 17. 10:00 | Barkalov 2           |       | Weeke 2    |  |

| 1968. október 19. 15:30 | NSZK (FRG)           | 10 – 5 | Brazília (BRA)    |  |
| 1968. október 19. 15:30 | (1–2, 0–1, 5–1, 4–1) |        |                   |  |
| 1968. október 19. 15:30 | három játékos 3      |        | Pinciroli, Lima 2 |  |

| 1968. október 20. 09:00 | Kuba (CUB)           | 7 – 6 | NSZK (FRG)  |  |
| 1968. október 20. 09:00 | (1–0, 1–1, 2–2, 3–3) |       |             |  |
| 1968. október 20. 09:00 | Junco 6              |       | Haverkamp 4 |  |

| 1968. október 22. 15:30 | Egyesült Államok (USA) | 7 – 5 | NSZK (FRG) |  |
| 1968. október 22. 15:30 | (1–1, 2–2, 2–1, 2–1)   |       |            |  |
| 1968. október 22. 15:30 | Bradley 3              |       | Teicher 3  |  |

A 9–12. helyért
| 1968. október 24. 09:00 | NSZK (FRG)           | 6 – 3 | Mexikó (MEX) |  |
| 1968. október 24. 09:00 | (0–0, 2–1, 2–2, 2–0) |       |              |  |
| 1968. október 24. 09:00 | Schuhmann 2          |       | Guzmán 2     |  |

A 9. helyért
| 1968. október 25. 10:00 | Spanyolország (ESP)  | 7 – 5 | NSZK (FRG)             |  |
| 1968. október 25. 10:00 | (1–1, 2–2, 3–1, 1–1) |       |                        |  |
| 1968. október 25. 10:00 | Ibern 4              |       | Haverkamp, Schuhmann 2 |  |

| Csapat     | Helyezés |
| ---------- | -------- |
| NSZK (FRG) | 10.      |